# Ingrid Kristiansenová
Ingrid Kristiansenová (* 21. března 1956, Trondheim) je bývalá norská atletka, běžkyně na dlouhé tratě, mistryně světa v běhu na 10 000 metrů z roku 1987.

## Sportovní kariéra
Její první medailí z mezinárodních soutěžích byl bronz v maratonském závodě na evropském šampionátu v Athénách v roce 1982. Na dalším mistrovství Evropy ve Stuttgartu v roce 1986 zvítězila v běhu na 10 000 metrů. V této disciplíně zvítězila rovněž na světovém šampionátu o rok později v Římě. V roce 1988 se stala mistryní světa v přespolním běhu.
Byla první ženou, která zaběhla 5000 metrů pod 15 minut a 10 000 metrů pod 31 minut. Vytvořila celkem pět světových rekordů (tři na 5000 metrů, nejlépe 14:37,33 v roce 1986 a dva na 10 000 metrů, nejlépe 30:13,76 ve stejném roce). Dne 21. dubna 1985 vytvořila nejlepší světový výkon v maratonu časem 2:21:06, který byl překonán až roku 1998.